# أرسلان بوكرو
أرسلان بوكرو (مواليد 16 ديسمبر 1989، الجزائر) هو لاعب رغبي جزائري فرنسي. لعب لصالح ألبي .

## السيرة
بدأ أرسلان بوكرو لعب الرغبي منذ الثالثة عشر من عمره.وقّع أول عقد احترافي له لمدة ثلاثة مواسم من عام 2011 إلى 2014. من عام 2016 إلى 2019، اختتم مسيرته مع نادي إس سي ألبي. في 2019، اضطر للتقاعد.